# 水田成英
水田 成英（みずた なるひで）は、フジクリエイティブコーポレーション所属のテレビドラマ演出家。
1995年に「欲望の創生」の「証言」で演出デビュー。以降、フジテレビを含めた複数の媒体でテレビドラマの演出を手掛けている。

## 主な作品

### 演出
太字はメイン演出担当または単発ドラマ

特記ないものはフジテレビ放送作品。
- 欲望の創生「証言」（1995年3月31日）
- 東京SEX（1995年 - 1996年）
- ガールズplus1（1996年）
- 月の輝く夜だから（1997年）
- Days（1998年）
- ブラザーズ（1998年）
- ボーイハント（1998年）
- タブロイド（1998年）
- 救命病棟24時
  - 第1シリーズ（1999年）
  - 第2シリーズ（2001年）
  - スペシャル2005 第1シリーズディレクターズカット特別版（2005年1月4日）
  - 第3シリーズ（2005年）
  - アナザーストーリー（2005年3月29日）
  - 第4シリーズ（2009年）
  - 第5シリーズ（2013年）
- アフリカの夜（1999年）
- 恋愛結婚の法則（1999年）
- 危険な関係（1999年）
- 太陽は沈まない（2000年）
- ラブコンプレックス（2000年）
- カバチタレ!（2001年）
- ロング・ラブレター〜漂流教室〜（2002年）
- ランチの女王（2002年）
- 薔薇の十字架（2002年）
- ビギナー（2003年）
- 愛し君へ（2004年）
- トゥルーラブ（2006年1月9日）
- 医龍-Team Medical Dragon-
  - 医龍-Team Medical Dragon-（2006年）
  - 医龍-Team Medical Dragon-2（2007年）
  - 医龍-Team Medical Dragon-3（2010年）
  - 医龍4-Team Medical Dragon-（2013年）
- 奇跡の夫婦愛スペシャル「遥かなる約束」（2006年11月25日）
- ハチワンダイバー（2008年）
- 不毛地帯（2009年 - 2010年）
- 名前をなくした女神（2011年）
- 蜜の味〜A Taste Of Honey〜（2011年）
- ビューティフルレイン（2012年）
- ファースト・クラス（2014年）
- モンタージュ 三億円事件奇譚（2016年6月26日・27日）
- ごめん、愛してる（2017年、TBS）
- きみが心に棲みついた（2018年、TBS）
- ザ・ブラックカンパニー（2018年2月 - 、フジテレビONE TWO NEXT） [1]
- 絶叫（2019年、WOWOW）
- 小説王（2019年）
- ヤヌスの鏡（2019年）
- アライブ がん専門医のカルテ（2020年）
- 13（2020年、東海テレビ）
- インフルエンス（2021年、WOWOW）
- 白い濁流（2021年、NHK）
- おいハンサム!!（2022年、東海テレビ）
- 復讐の未亡人（2022年、テレビ東京）
- 事件（2023年、WOWOW）
- ナースが婚活（2024年、テレビ東京）
- 119エマージェンシーコール（2025年）

### 演出補
- すてきな片想い（1990年）
- ラブストーリーは突然に（1991年）
- 世にも奇妙な物語第2シリーズ（1991年）
- 逢いたい時にあなたはいない…（1991年）
- さよならをもう一度（1992年）
- 二十歳の約束（1992年）
- 夏子の酒（1994年）
- 海が見たいと君が言って（1994年）
- 沙粧妙子-最後の事件-（1995年）
- ナニワ金融道2（1996年）

### スケジュール
- この愛に生きて（1994年）

## 受賞歴
- 1999年
  - 第23回ザテレビジョンドラマアカデミー賞 監督賞（中江功､木村達昭と共に）（『危険な関係』）[2]
- 2000年
  - 第27回ザテレビジョンドラマアカデミー賞 監督賞（澤田鎌作､田島大輔と共に）（『ラブコンプレックス』）[3]
- 2001年
  - 第30回ザテレビジョンドラマアカデミー賞 監督賞（田島大輔､樋口徹と共に）（『救命病棟24時』）[4]
- 2005年
  - 第44回ザテレビジョンドラマアカデミー賞 監督賞（若松節朗ほか）（『救命病棟24時 第3シリーズ』）[5]
- 2006年
  - 第49回ザテレビジョンドラマアカデミー賞 監督賞（久保田哲史ほか）（『医龍-Team Medical Dragon-』）[6]
- 2010年
  - 第64回ザテレビジョンドラマアカデミー賞 監督賞（澤田鎌作・平野眞・小原一隆ほか）（『不毛地帯』）[7]